# Fernando de la Torre
Fernando de la Torre Saavedra (* 11. August 1961) ist ein mexikanischer Badmintonspieler. 

## Karriere
Fernando de la Torre nahm 1985, 1991 und 1993 an den Badminton-Weltmeisterschaften teil. Als bestes Resultat erreichte er dort jeweils Rang 17 im Herrendoppel mit seinem Bruder Ernesto de la Torre. Bei den Zentralamerika- und Karibikspielen 1990 gewann er den Titel im Herreneinzel.

## Sportliche Erfolge
| Saison | Veranstaltung                     | Disziplin    | Platz | Name                                       |
| ------ | --------------------------------- | ------------ | ----- | ------------------------------------------ |
| 1985   | Weltmeisterschaft                 | Herrendoppel | 17    | Ernesto de la Torre / Fernando de la Torre |
| 1990   | Zentralamerika- und Karibikspiele | Herreneinzel | 1     | Fernando de la Torre                       |
| 1991   | Weltmeisterschaft                 | Herrendoppel | 17    | Ernesto de la Torre / Fernando de la Torre |